# Camí del Nord de Sant Jaume
El Camí del Nord de Sant Jaume o Camí de la Costa de Sant Jaume, en castellà Camino del Norte, és una ruta secundària del pelegrinatge jacobeu, que recorre tota la costa del cantàbric fins a Santiago de Compostel·la. Es tracta d'un dels camins amb més història juntament amb el camí primitiu. Solia ser la via més utilitzada pels reis de tot Europa per a arribar a Santiago. És la continuïtat en territori peninsular del Camí de Solac, la ruta costanera francesa, que recorre les terres més occidentals de França, endinsant-se al territori peninsular creuant la frontera entre Hendaya i Irun. És el més utilitzat pels peregrins de les rutes jacobees del nord que, procedents dels ports d'Europa Septentrional, desembarquen en qualsevol dels ports del Cantàbric. Coincideix en el seu recorregut cantàbric amb la Ruta europea E09.
Aquesta ruta de pelegrinatge és anterior al conegut camí francès de Sant Jaume. Ocupa en part el Camí primitiu dels pelegrins dels primers segles a Santiago de Compostel·la. La creixent popularitat del pelegrinatge a Santiago ha provocat un augment significatiu de l'assistència a aquest Camí del Nord de gairebé el 15% anual des del 2005, arribant a reunir el 6% dels pelegrins identificats a Santiago. El traçat de la via condueix els passos dels caminants cap a Arzúa, on arriba al camí francès de Sant Jaume, encaminant-se cap a la capital compostelana. Aquest camí compta amb bibliografia suficient, està degudament senyalitzat i els peregrins poden satisfer qualsevol de les seves necessitats en la pràctica totalitat del mateix.